# Sirilla
La sirilla è un ballo antico dell'isola di Chiloé (Cile), che discende della seguidilla spagnola.
È una danza di due coppie miste e sciolte in cui ogni ballerino indossa un fazzoletto. Il passo è eseguito principalmente con colpi di tacco e si realizzano svolte e cambi di posizione degli uomini.

## Coreografia
Due coppie disposte faccia a faccia nei quattro angoli di un quadrato, come nella pericona. Giravolte e cambi di fronte fatti simultaneamente dai quattro ballerini; il cambio di posizione degli uomini nella linea diagonale e i colpi di tacco sul posto in posizione, sono le figure utilizzate in questa versione piuttosto chiusa della coreografia, senza grandi spostamenti.
È una danza che comprende tre parti. La sua semplice coreografia consiste nelle seguenti figure:
1. Entrambi i ballerini descrivono una "S" che va avanti e indietro, uscendo sulla destra e ritornando al loro posto. La donna balla con una mano in vita e con l'altra prende leggermente la gonna, prima con la destra e poi con la sinistra, mentre l'uomo sostiene le sue due mani dietro la vita.
2. Ballano al centro in un semicerchio immaginario.
3. Quindi si separano e tornano alla loro posizione originale.
4. Ruotano sul loro posto e cambiano i lati...
5. E alla fine terminano al centro.

Quindi si preparano per il secondo passo, che è lo stesso del precedente. L'importanza principale viene data agli zapateos (i colpi di tacco sul pavimento). All'inizio le braccia stavano alte. Successivamente fu usato un fazzoletto.
A proposito di questa danza, Margot Loyola ha scritto nel 1980:
Secondo le informazioni raccolte, la Seguidilla in quella zona insulare non era tanto desiderata quanto la Pericona, la Nave, il Chocolate o la Refalosa. Neanche l'uso delle nacchere è prosperato in questa danza.»